# Herb powiatu wschowskiego
Herb powiatu wschowskiego – jeden z symboli powiatu wschowskiego, ustanowiony 25 lutego 2004.

## Wygląd i symbolika
Herb przedstawia na tarczy dwudzielnej w słup w polu prawym złotym pół orła śląskiego, a w polu lewym błękitnym srebrny podwójny krzyż. Orzeł w herbie symbolizuje historyczną przynależność ziemi wschowskiej do Śląska, natomiast krzyż pochodzi z herbu Wschowy.